# SN 2008gg
SN 2008gg – supernowa typu Ia odkryta 9 października 2008 roku w galaktyce NGC 539. W momencie odkrycia miała maksymalną jasność 16,30m.